# Anne Sanders (Schriftstellerin)
Anne Sanders (* 1969 in Wuppertal als Alexandra Pilz) ist eine in Deutschland lebende österreichische Schriftstellerin. Mehrere ihrer Romane erreichten Bestsellerstatus. Unter mehreren Pseudonymen schreibt sie Liebesgeschichten und Jugendbücher. Seit 2024 veröffentlicht sie unter ihrem bürgerlichen Namen Alexandra Blöchl genrefreie Romane.

## Leben
Anne Sanders’ Romane sind vornehmlich in England oder Schottland angesiedelt. Ihr Debüt erschien 2016 beim Münchner Blanvalet Verlag und erreichte auf Anhieb die Top 20 der Spiegel-Bestsellerliste im Bereich Paperback Belletristik.: „Sommer in St. Ives“ spielt in dem gleichnamigen ehemaligen Fischerdorf in Südengland, das in Deutschland vor allem durch die Rosamunde-Pilcher-Verfilmungen für das ZDF bekannt wurde. Sanders bezeichnet sich selbst als Liebhaberin der britischen Insel. Auch der Cornwall-Roman „Sommerhaus zum Glück“ erreichte 2018 die Spiegel-Bestsellerliste. Unter dem Titel „Wild at Heart – Willkommen im Hotel der Herzen“ kamen 2019 zwei Teile einer kleinen Reihe auf den deutschen Markt. Handlungsort der Familienkomödie ist die fiktive Gezeiteninsel Port Magdalen, die dem englischen St Michael’s Mount nachempfunden ist. Seit 2024 erscheinen Anne-Sanders-Romane beim Verlag HarperCollins.
Vor ihrer Karriere als Schriftstellerin arbeitete die in Wuppertal und München aufgewachsene Autorin als Journalistin. Zur Redakteurin ausgebildet wurde sie als Volontärin der Süddeutschen Zeitung, für die sie viele Jahre lang schrieb. Unter ihrem Geburtsnamen Alexandra Pilz erschien 2013 ihr erster Roman: „Zurück nach Hollyhill“ (Heyne fliegt Verlag) ist ein Jugendbuch im Fantasy-Genre und handelt von einem Dorf im englischen Dartmoor, das durch die Zeit reisen kann. Pilz war mit ihrem Buch auf der Leipziger Buchmesse zu Gast, zuvor hatten sich mehrere große deutsche Publikumsverlage um das Manuskript bemüht. Aus dem Hollyhill-Stoff ging bis 2016 eine Trilogie hervor. Die Bunte stellte Alexandra Pilz im März 2013 unter der Schlagzeile vor: „Vier junge Talente, die Sie sich merken sollten“.
Dem Genre Jugendbuch blieb die Autorin auch weiterhin treu. Neben Anne Sanders wurde Lea Coplin zu ihrem zweiten offenen Pseudonym. Im Verlag dtv kam 2018 das Jugenddrama „Nichts ist gut. Ohne dich.“ heraus. Es ist ihr erster Roman, der in ihrer Wahlheimat München spielt. Der Nachfolger „Nichts zu verlieren. Außer uns.“, eine Art Spin-Off-Geschichte mit Charakteren aus dem ersten dtv-Buch, ist in Schottland angesiedelt. 2020 folgte der Roman „Für eine Nacht sind wir unendlich“. Die Teenager-Liebesgeschichte spielt auf dem Glastonbury-Festival in Südengland. Die Süddeutsche Zeitung schrieb: „Ihr dritter Jugendroman […] erzählt eine von den Vorgängern völlig unabhängige Geschichte, in der sich die Autorin erneut mit großem Einfühlungsvermögen den emotionalen und seelischen Zuständen von jungen Erwachsenen widmet.“ 2021 erschien der Lea-Coplin-Roman „Mit dir leuchtet der Ozean“, der in einem All-inclusive-Club auf Fuerteventura spielt.
2022 erhielt sie das Arbeitsstipendium für Literatur der Landeshauptstadt München. Aus diesem Projekt entstand der Roman „Was das Meer verspricht“, der im März 2024 unter ihrem bürgerlichen Namen Alexandra Blöchl bei dtv erschienen ist. Der Bestsellerautor Ewald Arenz urteilte über den Roman: „Eine Geschichte voller Leidenschaft, ungewöhnlich kraftvoll erzählt.“
Die Schriftstellerin ist verheiratet und lebt mit ihrem Mann im Raum München.

## Werke

### Romane als Anne Sanders
- Sommer in St. Ives. Blanvalet Verlag, München 2016, ISBN 978-3-76450546-2.
- Mein Herz ist eine Insel. Blanvalet Verlag, München 2017, ISBN 978-3-73410591-3.
- Sommerhaus zum Glück. Blanvalet Verlag, München 2018, ISBN 978-3-73410550-0.
- Wild at Heart – Willkommen im Hotel der Herzen. Blanvalet Verlag, München 2019  (Taschenbuchtitel: Willkommen im Hotel der Herzen. Ein Cornwall-Roman. Blanvalet Verlag, München 2019), ISBN 978-3-73410881-5.
- Wild at Heart – Winterglück im Hotel der Herzen. Blanvalet Verlag, München 2019, ISBN 978-3-76450691-9.
- Für immer und ein Wort. Blanvalet Verlag, München 2021, ISBN 978-3-76450763-3.
- Das Glück auf Gleis 7. Blanvalet Verlag, München 2022, ISBN 978-3-76450766-4.
- Liebe kann doch jedem mal passieren. HarperCollins, Hamburg 2024, ISBN 978-3-36500590-3.
- Liebe und all das Theater. HarperCollins, Hamburg 2024, ISBN 978-3-36500739-6.
- An Liebe führt kein Weg vorbei. HarperCollins, Hamburg 2025, ISBN 978-3-36501022-8.

### Romane als Alexandra Blöchl
- Was das Meer verspricht. dtv Verlag, München, 2024, ISBN 978-3-423-28388-5.

### Romane als Lea Coplin
- Nichts ist gut. Ohne dich. dtv Verlag, München, 2018, ISBN 978-3-423-71778-6.
- Nichts zu verlieren. Außer uns. dtv Verlag, München, 2018, ISBN 978-3-423-43464-5.
- Für eine Nacht sind wir unendlich. dtv Verlag, München 2020, ISBN 978-3-423-74060-9.
- Mit dir leuchtet der Ozean. dtv Verlag, München 2021, ISBN 978-3-423-74070-8.

### Romane als Alexandra Pilz
- Zurück nach Hollyhill. Heyne fliegt Verlag, München 2013, ISBN 978-3-45353426-1.
- Verliebt in Hollyhill. Heyne fliegt Verlag, München 2014, ISBN 978-3-45326917-0.
- Für immer Hollyhill. Heyne fliegt Verlag, München 2016, ISBN 978-3-45327028-2.

## Auszeichnungen
- Arbeitsstipendium für Literatur der Landeshauptstadt München 2022[19]
- Nominierung für den DeLia-Jugendliteraturpreis 2019, Shortlist (Lea Coplin: Nichts ist gut. Ohne dich)[20]
- Nominierung für „Die 100 besten Kinder- und Jugendbücher 2020“ der 61. Münchner Bücherschau (Lea Coplin: Für eine Nacht sind wir unendlich)[21]
- Nominierung für den DeLia-Jugendliteraturpreis 2021, Shortlist (Lea Coplin: Für eine Nacht sind wir unendlich)[22]
- Nominierung für den DeLia-Jugendliteraturpreis 2022, Shortlist (Lea Coplin: Mit dir leuchtet der Ozean)[23]